# Movimiento Sabireen
El Movimiento Sabireen, oficialmente como Movimiento de los Pacientes en Apoyo a Palestina-Hisn (en árabe: حركة الصابرين نصراً لفلسطين - حِصن‎), fue un grupo armado palestino chiita que operó desde el 15 de mayo de 2014 hasta marzo de 2019.
El movimiento estaba formado por varios líderes de la Yihad Islámica Palestina (YIP) que se convirtieron al chiismo y estaban insatisfechos con el liderazgo de la Yihad Islámica y con la posición de Hamás en la Guerra Civil Yemení, donde apoyó la intervención liderada por Arabia Saudita, y durante la Guerra Civil en Siria, donde apoyó a la oposición. El grupo fue descrito como un intento iraní de reemplazar a Hamás con un movimiento chiita que compartiera su postura sobre Siria, y fue agregado a la lista estadounidense de las Organizaciones Terroristas Globales Especialmente Designadas.
El movimiento afirmó haberse expandido a Cisjordania en 2016, pero fue desarticulados por Hamás en 2019, cuando arrestaron a su líder, Hisham Salem, y solo lo liberó después de que los miembros del movimiento entregaron sus armas. A Salem se le concedió asilo en Irán, mientras que los miembros comunes regresaron al Islam sunita y se reincorporaron a la Yihad Islámica Palestina en Palestina o se unieron a Harakat Hezbollah al-Nujaba en Irak.

## Historia
Inspirado en los trabajos de Fathi Shaqaqi sobre la Revolución Islámica en 1979, la forma más temprana del grupo se remonta a 2010 como un movimiento reformista en Gaza que pedía una revolución inspirada en la Revolución iraní. Mientras Hamás apoyó la rebelión siria, el Movimiento Sabireen ha elogiado la participación de Irán así como también la participación de Hezbollah en la Guerra Civil Siria, el grupo ha enviado condolencias a los combatientes de Hezbollah muertos en Siria así como por los ataques aéreos israelíes contra Hezbollah , y ha pedido a los residentes del Campamento Yarmouk que luchen contra la presencia de ISIS en el suburbio.
Después de abandonar la Yihad Islámica Palestina y convertirse al Islam chiita, Salim ha llamado a sus seguidores a hacer lo mismo y convertirse y también ha alentado a los seguidores que ya se han convertido en chiitas a hacer proselitismo en la Franja de Gaza. Según el Departamento de Estado en septiembre de 2015, el grupo disparó cohetes contra territorio israelí, y en enero de 2016 Salim anunció que el grupo se había expandido a Cisjordania estableciendo células allí, el mes siguiente en respuesta a la En el anuncio, la Autoridad Palestina arrestó a cinco hombres en Belén como parte de una célula perteneciente al grupo.
En 2015, Hamás denunció al movimiento como “contra el pueblo de Gaza” e interrogó a algunos de sus seguidores. El 19 de febrero de 2016, un artefacto explosivo explota en la residencia de Sheikh Hisham Salem en Beit Lahia, Franja de Gaza, resultando en Salem levemente herido. Ningún grupo se atribuyó la responsabilidad del atentado.
A principios de 2018, la Administración Trump designó al grupo como organización terrorista global especialmente designada bajo una orden ejecutiva.
Un grupo de expertos con sede en Washington D. C. llamado The Washington Institute for Near East Policy afirmó que la formación del grupo podría ser una apuesta de Irán para reemplazar a Hamás como una guerra proxy con Sabireen dada la postura de Hamás sobre Siria y la división religiosa entre los dos.
En 2019, Hamás arrestó a más de 70 miembros de Sabireen y confiscó sus armas, poniendo fin efectivamente a la existencia de la organización. El razonamiento detrás de tal medida fue que Hamás quería mantener la paz con Israel, mientras que el Movimiento Sabireen rechazó cualquier intento de reconciliación.
En 2021, Tehran Times “alegó” que a Hisham Salim se le concedió asilo en Irán, mientras que miembros comunes y corrientes del grupo se arrepintieron y se convirtieron al islam sunita y se unieron a las Brigadas Al-Quds y/o algunos miembros se habían fusionado con el Harakat Hezbollah al-Nujaba iraquí que opera organizaciones benéficas en la Franja de Gaza.

## Ideología
Tras su creación, el movimiento no se presentó como un movimiento chiita. Su secretario general dice que no representa a una secta determinada y subraya que el sectarismo sólo sirve a los mejores intereses de los enemigos. También niega que el movimiento esté formado únicamente por chiitas y no acepte miembros suníes.
En enero de 2016, Hisham Salim, fundador de Harakat al-Sabireen, dijo a la Agencia de Noticias Ma'an palestina que el grupo, al igual que Hezbolá, está financiado directamente por el Gobierno iraní, pero enfatizó que su grupo no era sectario, no religioso y ciertamente no era un "movimiento chiita".